# Saskowski
Saskowski, Saskówka – potok, prawy dopływ Ochotnicy. Cała jego zlewnia znajduje się w granicach wsi Ochotnica Dolna w województwie małopolskim, w powiecie nowotarskim, w gminie Ochotnica Dolna.
Źródło potoku znajduje się na wysokości około 710 m w dolnej części polany Folwarki na północnych stokach Pasma Lubania. Spływa w kierunku północno-wschodnim, w dolnym biegu zakręcając na północ. Uchodzi do Ochotnicy na osiedlu Soskówka, na wysokości 472 m.
Zlewnia Saskówki to strome zbocza górskie częściowo porośnięte lasem, a częściowo pokryte polami. Tylko okolice ujścia potoku do rzeki są zabudowane.